# Храм Благовещения Пресвятой Богородицы в Петровском парке
Храм Благовещения Пресвятой Богородицы в Петровском парке — приходской храм, принадлежащий к Всехсвятскому благочинию Московской городской епархии Русской православной церкви. Расположен по адресу Красноармейская улица, дом 2. Объект культурного наследия федерального значения.

## История
В 1841 году Анна Нарышкина обратилась к императору Николаю I и митрополиту Филарету с просьбой возвести на месте её дачи вблизи Петровского парка храм. Одобрение было получено, и проект храма был заказан архитектору Евграфу Тюрину. По замыслу архитектора, храм должен был быть двухъярусным, с галереями и двумя колокольнями. Однако здание храма по проекту было очень похоже на уменьшенную копию Петровского дворца, что не понравилось Николаю I, и по этой причине проект был отвергнут.
Новый проект был заказан Фёдору Рихтеру. Проект был одобрен. Храм начали строить в 1844 году на деньги Нарышкиной и закончили строительство в 1847 году; верхний престол освятили во имя Благовещения Пресвятой Богородицы, нижние — один во имя Симеона Богоприимца и Анны Пророчицы, другой во имя преподобных Ксенофонта и Марии. В 1901 году приобрели новые колокола: большой в 250 пудов, полиелейный в 100 пудов. В 1904 году храм был расширен на средства прихожан, сделана пристройка, в которой разместили престол во имя Боголюбской иконы Божией Матери. Престол освятили 25 ноября 1904 года. В 1916—1917 годах роспись стен и сводов сделал главный художник иконописной мастерской Его Императорского Величества художник Александр Бороздин.
Достоверных сведений о судьбе храма после революции не имеется. Предположительно, он окончательно закрылся в середине 1934 года и был передан академии Жуковского. Точно документировано, что с 1970 по 1990 год в здании храма размещался склад академии, для размещения подъёмного оборудования были разобраны часть колокольни и купола, сильно пострадали от переделок крыльцо, ограду заменили на забор с колючей проволокой.
22 сентября 1991 года храм был академией передан Русской православной церкви. 6 сентября 1997 года, ко дню 150-летия освящения храма были полностью закончены восстановительные, ремонтные и реставрационные работы.
В 2018 году на территории храма был установлен памятный камень жертвам расстрела (красного террора) 5 сентября 1918 года.

## Престолы
- Благовещения Пресвятой Богородицы
- Боголюбской иконы Божией Матери
- Святых праведных Симеона Богоприимца и Анны Пророчицы
- Преподобного Ксенофонта и Марии и чад их Аркадия и Иоанна

## Святыни
Главной святыней храма является икона Господь Вседержитель, она располагается в левом углу иконостасного ряда. Образ датируется XVII веком.
Престольной иконой является икона Благовещение Пресвятой Богородицы, выложенная мозаикой. На ней изображены Архангел Гавриил и Дева Мария.
Когда храм восстанавливался, настоятель выкупал для него старинные иконы.

## Духовенство
нынешнее
- Настоятель — иерей Феодор Лукьянов
- протоиерей Александр Березовский
- протоиерей Максим Обухов
- протоиерей Константин Алесенко
- священник Дмитрий Николаев
- священник Андрей Спиридонов
- священник Михаил Палкин
- священник Владимир Алексеев
- священник Константин Кравцов
- священник Анатолий Нагорный
- чтец-диакон Николай Михалёв
- диакон Владимир Алексеев

бывшие
- диакон Сергей Иванович Смирнов (1851—1892)
- Сперанский, Пётр Васильевич — протоиерей (1900—1920-е)[3]
- Третьяков, Александр Михайлович — протоиерей (1900—1920-е)[4]
- митрофорный протоиерей Смирнов, Димитрий Николаевич (1990—2020)
- священник Александр Шестак († 8 мая 2021 года)